# کل مله‌ای جوکار
کل مله ای جوکار، روستایی از توابع بخش مرکزی شهرستان مارگون شهرستان مارگون در استان کهگیلویه و بویراحمد ایران است.

## جمعیت
این روستا در دهستان مارگون قرار دارد و براساس سرشماری مرکز آمار ایران در سال ۱۳۸۵، جمعیت آن ۸۵ نفر (۱۴خانوار) بوده‌است.